# Clutch Powers
Clutch Powers er en animationsfilm fra Lego der blev udgivet på DVD 23. februar 2010, og vises i i 4D i Legoland.

## Eksterne kilder og henvisninger
- The Adventures of Clutch Powers